# Octopamină
Octopamina (denumită și norsinefrină) este un compus organic derivat de fenetilamină, cu structură similară cu cea a noradrenalinei, biosintetizată pe o cale analoagă cu aceasta. Este un neurotransmițător deosebit de important la organismele nevertebrate, dar există și în creierul mamiferelor.
Denumirea compusului provine de la faptul că a fost descoperit în glandele salivare ale caracatițelor (engleză octopus). A fost descoperit în anul 1948 de către omul de știință italian Vittorio Erspamer, iar ulterior s-a descoperit că are rol de neurotransmițător, neurohormon și neuromodulator la nevertebrate.